# 廷根城堡
廷根城堡（Fort Thüngen）是位於盧森堡南部盧森堡市的一座歷史建築，在歷史上曾是防禦工程。廷根城堡又名三橡果城堡。2012年開始，廷根城堡被用作三橡果博物館展館。